# 엔리케 마리오 프란치니
엔리케 마리오 프란치니(Enrique Mario Francini, 1916년 1월 14일 ~ 1978년 8월 26일)는 지휘자·바이올린 주자이다. 프란치니는 1916년 부에노스아이레스의 교외인 산페르난도시에서 태어나 바이올린 주자로서는 당대 일류라는 칭송을 들었다. 어릴 때부터 바이올린을 배웠으며 1940년에 동료 아르만도 폰티에르와 함께 거장 미겔 칼로의 악단에 참가하여 기술을 연마하고, 1945년에 독립, 프란치니 폰티엘이라는 이름의 악단을 공동으로 결성, 화려한 연주 스타일로 인기가 높았다. 1955년에는 폰티에르와 결별, 자기 악단을 결성하였으나 오래 가지 않아 해산하였다. 그도 직접 솔리스트로서 다방면에 걸쳐 활약하였다.  작품으로는 <테마 오토냐르>, <라 비 시에가르> 등이 있다.